# Мигел де Унамуно
Мигел де Унамуно и Хуго (на испански: Miguel de Unamuno y Jugo) е испански философ и писател.

## Биография
Роден е на 29 септември 1864 година в Билбао, Испания, в семейството на баски търговец. През 1884 г. завършва хуманитарни науки в Мадридския университет, след което става учител по латински в родния си град. През 1891 г. става преподавател по старогръцки език и литература в Саламанкския университет, където си създава репутация на водещ класицист и през 1901 е избран за ректор.
Известен с либералните си политически възгледи, през 1924 г. е интерниран на Канарските острови, откъдето бяга във Франция и живее в изгнание до падането на режима на Мигел Примо де Ривера през 1930 г. След връщането си в Испания отново става ректор на Саламанкския университет, избиран е и за депутат. Критичен към неуредиците на републиканския режим, той първоначално подкрепя метежа на Франсиско Франко, но не след дълго влиза в конфликт с националистите и през октомври 1936 г. е поставен под домашен арест.
Умира на 31 декември 1936 година в дома си в Саламанка, Испания, на 72-годишна възраст.

## Философски възгледи
Философията му е повлияна от рационализма и позитивизма, като редица философи – Сьорен Киркегор, Фридрих Ницше и Блез Паскал, оставят следи върху творчеството на Мигел де Унамуно. Като цяло философските концепции са близки до екзистенциализма. Унамуно застава на страната на философията на живота и отстоява проблема за смисъла на нашето съществуване като централен за философията. Мисълта му често е фрагментарна, тонът – емоционален. Основната му идея е, че човекът е раздвоен между смъртта и безсмъртието, между вярата и разума. Унамуно е католик, но се колебае между вярата и неверието. Основното според него е да вярваме, но и същевременно да се борим за вярата си, защото за нея никога няма разумни основания. Той казва: „Да вярваш значи да искаш да вярваш и да вярваш в Бог е преди всичко и над всичко да искаш да има Бог“, а също: „Аз не се подчинявам на разума и се бунтувам срещу него и си налагам да сътворя с помощта на вярата си моя Бог-обезсмъртител и да отклоня с волята си пътя на небесните тела“ („Трагичното чувство за живота“). Въпреки тези заявления Унамуно е агностик, защото според него ние никога няма да бъдем сигурни в съществуването на Бог, а и това не е необходимо, защото Бог е такъв, какъвто го иска човекът.

## Признание и награди
- Почетен доктор на Оксфордския университет (1936).

## Съчинения
Автор на „Трагичното чувство за живота у хората и у народите“ (1913), „Агонията на християнството“ (1930), „Животът на Дон Кихот и Санчо“, „Моята религия“ и др. Източници на философията му са Спиноза, Паскал и Уилям Джеймс.

### Есеистика
- En torno al casticismo (1895 като 5 есета в La España Moderna, 1902 в книга)
- Tres Ensayos 1900: „Adentro“, „La ideocracia“, „La Fe“
- Vida de Don Quijote y Sancho 1905
- Mi Religión y otros ensayos breves 1910
- Soliloquios y conversaciones 1911
- El porvenir de España 1912
- Contra esto y aquello 1912 (полемики)
- Del sentimiento trágico de la vida en los hombres y en los pueblos (1913), 12 есета
- Cómo se hace una novela 1924
- La agonía del cristianismo 1925 (първа публикация на френски, 1930 – на испански)

### Романи
- Paz en la guerra (1897)
- Amor y pedagogía (1902)
- Niebla (1914)
- Abel Sánchez: una historia de pasión (1917)
- La tía Tula (1921).

### Разкази и новели
- Una historia de amor (1911)
- El espejo de la muerte (1913)
- Tres novelas ejemplares y un prólogo (1920)
- Tulio Montalbán y Julio Macedo (1920)
- La novela de don Sandalio, jugador de ajedrez (1930)
- Un pobre hombre rico o el sentimiento cómico de la vida (1930)
- San Manuel Bueno, mártir (1933)

### Пътеписи
- De mi país (1903)
- Por tierras de Portugal y de España (1911)
- Andanzas y visiones españolas (1922)

### Лирика
- Poesías (1902)
- Rosario de Sonetos Líricos (1911)
- El Cristo de Velázquez (1920)
- Rimas de dentro (1923)
- Teresa (1924)
- De Fuerteventura a París (1925)
- Romancero del destierro (1928)
- Cancionero (1762, стихотворения, писани между 1928 и 1936 г.)

### Драматургия
- La Esfinge (1898) [първоначално: „Gloria o paz“], премиера 1909, публикация 1959
- La Venda (1899) [първоначално: „La ciega“], публикация 1913, премиера 1921
- La princesa doña Lambra (1909)
- La difunta. Sainete (1909)
- El pasado que vuelve (1910) премиера 1923
- Fedra. Tragedia desnuda (1910) премиера 1918, публикация 1921.
- Soledad. Otro drama nuevo (1921) премиера 1953, публикация 1954.
- Raquel encadenada (1921) премиера 1926
- Sombras de sueño (1926), публикация 1927, премиера 1930
- El otro. Misterio en tres jornadas y un epílogo (1926) премиера 1932, публикация 1932
- El hermano Juan (1934)

### Издания на български
- Мъгла. Авел Санчес. София: Народна култура, 1979, 778 с. (в общ том със Сонати и Тиранинът Бандерас на Рамон дел Валие-Инклан)
- Три поучителни повести и един пролог. София: Народна култура, 1980, 198 с.
- Есеистика. Превод от испански Тодор Нейков. София: Наука и изкуство, 1983, 803 с.
- Мъченик. София: Профиздат, 1985, 182 с.
- Агонията на християнството. София: Алфа-инт, 1993, 104 с.
- Есета. Том 1 – 3. София: УИ „Св. Климент Охридски“, 1995.
  - Том 1: Трагичното чувство за живота и Агонията на християнството
  - Том 2: Животът на Дон Кихот и Санчо и Как се прави един роман, 368 с.
  - Том 3: Есета 1896 – 1912, 471 с.
- Детството на Дон Кихот и други есета. София: Захарий Стоянов, 2002, 384 с.
- Живата поема на любовта (разкази). София: Унискорп, 2011, 160 с.
- Любов и педагогика. София: Панорама, 2011.
- Абел Санчес. София: Захарий Стоянов, 2011, 168 с.
- Дневник. София: Захарий Стоянов, 2013, 205 с.